# Pietro Domenico Paradies
Pietro Domenico Paradies (auch bekannt unter dem Namen Pietro Domenico Paradisi bzw. nur Domenico Paradisi) (* 1707 in Neapel oder Bari; † 25. August 1791 in Venedig) war ein italienischer Komponist und Lehrer.

## Leben
Er war vermutlich Schüler von Nicola Antonio Porpora und schrieb seine ersten Kompositionen für das Theater. 1746 zog er nach London, wo er als Lehrer für Cembalo und Gesang wirkte. 1770 kehrte er nach Italien zurück.
Seine Oper Alessandro in Persia wurde im italienischen Lucca erstmals im Herbst 1738 uraufgeführt. Publikum und Kritiker waren nicht überzeugt von diesem Werk. Bei der Wiederaufnahme des Werkes am 31. Oktober 1741 am Londoner King’s Theatre erreichte diese Oper immerhin 12 Aufführungen. Bei der Oper Fetonte, welche in London uraufgeführt wurde, waren Publikum und Kritiker ebenfalls einer Meinung. Der Musikhistoriker Charles Burney beschrieb Paradisis Musik als schwerfällig und plump. Trotzdem erhielt der Komponist Aufträge für Arien in verschiedenen Produktionen. Als Lehrer für Komposition und Cembalo hatte er deutlich mehr Erfolg und seine anspruchsvollen Sonaten für Cembalo verliehen ihm in ganz Europa einen guten Ruf.

## Kompositionen
Seine Bedeutung verdankt er seinen Kompositionen für Cembalo.
Sein Stil war beeinflusst von Alessandro und Domenico Scarlatti. Bekannt sind vor allem seine 12 Sonaten für Cembalo (London 1754). Daraus wird heute noch oft die Sonate VI, besser bekannt als Toccata für Harfe gespielt, zum Beispiel als Erkennungsmelodie im italienischen Fernsehen RAI.
Er ist Autor zahlreicher Stücke für Orgel, Cembalo, Arien und Kantaten.

## Werke

### Opern
- Alessandro in Persia, 1738 Lucca, WA 1741 London[2]
- Il Decreto del Fato, 1740 Venedig[3]
- Le Muse in gara, 1740 Venedig[4]
- Fetonte, 1747 London
- La forza d’amore, 1751 London
- Antioco

### Instrumentalmusik
- 12 Sonate di Gravicembalo, 1754 London
- A favourite Concerto für Orgel oder Cembalo, ca. 1768 London
- A favourite Minuet with Variations für Orgel oder Cembalo, 1770 London
- Concerto für Orgel oder Cembalo in G-Dur
- Allegro für Orgel oder Cembalo
- Sinfonie, Ouverture
- weitere Cembalo- bzw. Orgelwerke

### Vokalmusik
- Solfeggi per Soprano
- Kantaten und Arien